# Нианг, Джорджес
Джорджес Нианг (англ. Georges Niang; род. 17 июня 1993, Метьюэн, Массачусетс) — американский профессиональный баскетболист, выступающий за клуб НБА «Бостон Селтикс». Играет на позиции тяжёлого форварда.

## Профессиональная карьера

### Индиана Пэйсерс (2016—2017)
23 июня 2016 года Нианг был выбран клубом «Индиана Пэйсерс» под 50-м номером на драфте НБА 2016 года. Он присоединился к команде для участия в Летней лиге НБА 2016 года. 11 июля 2016 года он подписал контракт с «Пэйсерс». Во время своего сезона новичка он несколько раз выступал за команду «Форт-Уэйн Мэд Энтс» из Лиги развития НБА. 14 июля 2017 года «Пэйсерс» отчислили Нианга.

### Санта-Крус Уорриорз (2017—2018)
16 августа 2017 года Нианг подписал контракт «Exhibit 10» с «Голден Стэйт Уорриорз». 14 октября 2017 года «Уорриорз» отчислили его. Впоследствии он присоединился к «Санта-Круз Уорриорз», фарм-клубу «Голден Стэйт» в Джи-Лиге.

### Юта Джаз (2018—2021)
14 января 2018 года Нианг подписал двусторонний контракт с клубом «Юта Джаз», заменив в составе бывшего товарища по студенческой команде Наза Митру-Лонга. На протяжении оставшейся части сезона он делил свое игровое время между «Джаз» и их фармом в Джи-Лиге, «Солт-Лейк-Сити Старз».
13 июля 2018 года Нианг подписал стандартный контракт с «Джаз».
10 апреля 2019 года Нианг набрал рекордные на тот момент для себя 24 очка против «Лос-Анджелес Клипперс». Он также набрал 24 очка в игре против «Хьюстон Рокетс» 8 мая 2021 года.

### Филадельфия Севенти Сиксерс (2021—2023)
9 августа 2021 года Нианг подписал двухлетний контракт на сумму 6,7 млн долларов с «Филадельфией Севенти Сиксерс».

### Кливленд Кавальерс (2023—2025)
6 июля 2023 года Нианг подписал контракт с «Кливленд Кавальерс». 17 января 2024 года Нианг обновил карьерный рекорд — 33 очка против «Милуоки Бакс», реализовав 13 из 14 бросков. В 2023 году Нианг сыграл 82 игры, набирая в среднем 9,4 очка за игру.

### Атланта Хокс (2025)
6 февраля 2025 года Нианг вместе с Карисом Левертом, тремя пиками второго раунда и двумя правами на обмен выборов на драфте был обменян в «Атланту Хокс» на Де'Андре Хантера.

### Бостон Селтикс (2025—настоящее время)
25 июня 2025 года Шэмс Чарания из ESPN сообщил, что «Селтикс», «Атланта Хокс» и «Бруклин Нетс» договорились о трехсторонней сделке, в рамках которой Порзингис и выбор во втором раунде перейдут в «Атланта Хокс», Джорджес Нианг и выбор во втором раунде драфта — в «Селтикс», а Мэнн и 22-й выбор в драфте НБА 2025 года — использованный для выбора Дрейка Пауэлла — в «Нетс». Сделка была официально проведена 7 июля.

## Статистика

### Статистика в НБА
| Сезон   | Команда     | Регулярный сезон | Регулярный сезон          | Регулярный сезон         | Регулярный сезон         | Регулярный сезон                      | Регулярный сезон                   | Регулярный сезон            | Регулярный сезон           | Регулярный сезон              | Регулярный сезон              | Регулярный сезон         | Серия плей-офф  | Серия плей-офф            | Серия плей-офф           | Серия плей-офф           | Серия плей-офф                        | Серия плей-офф                     | Серия плей-офф              | Серия плей-офф             | Серия плей-офф                | Серия плей-офф                | Серия плей-офф           |
| Сезон   | Команда     | Сыгранные матчи  | Матчи в стартовой пятёрке | Количество минут за игру | Процент попаданий с игры | Процент попадания трёхочковых бросков | Процент попадания штрафных бросков | Количество подборов за игру | Количество передач за игру | Количество перехватов за игру | Количество блок-шотов за игру | Количество очков за игру | Сыгранные матчи | Матчи в стартовой пятёрке | Количество минут за игру | Процент попаданий с игры | Процент попадания трёхочковых бросков | Процент попадания штрафных бросков | Количество подборов за игру | Количество передач за игру | Количество перехватов за игру | Количество блок-шотов за игру | Количество очков за игру |
| ------- | ----------- | ---------------- | ------------------------- | ------------------------ | ------------------------ | ------------------------------------- | ---------------------------------- | --------------------------- | -------------------------- | ----------------------------- | ----------------------------- | ------------------------ | --------------- | ------------------------- | ------------------------ | ------------------------ | ------------------------------------- | ---------------------------------- | --------------------------- | -------------------------- | ----------------------------- | ----------------------------- | ------------------------ |
| 2016/17 | Индиана     | 23               | 0                         | 4,0                      | 25,0                     | 8,3                                   | 100,0                              | 0,7                         | 0,2                        | 0,1                           | 0,0                           | 0,9                      | Не участвовал   | Не участвовал             | Не участвовал            | Не участвовал            | Не участвовал                         | Не участвовал                      | Не участвовал               | Не участвовал              | Не участвовал                 | Не участвовал                 | Не участвовал            |
| 2017/18 | Юта         | 9                | 0                         | 3,5                      | 36,4                     | 0,0                                   | 50,0                               | 1,0                         | 0,3                        | 0,2                           | 0,0                           | 1,0                      | Не участвовал   | Не участвовал             | Не участвовал            | Не участвовал            | Не участвовал                         | Не участвовал                      | Не участвовал               | Не участвовал              | Не участвовал                 | Не участвовал                 | Не участвовал            |
| 2018/19 | Юта         | 59               | 0                         | 8,8                      | 47,5                     | 41,0                                  | 83,3                               | 1,5                         | 0,6                        | 0,2                           | 0,1                           | 4,0                      | 5               | 0                         | 11,0                     | 40,9                     | 30,8                                  | -                                  | 2,8                         | 1,0                        | 0,2                           | 0,2                           | 4,4                      |
| 2019/20 | Юта         | 66               | 1                         | 14,0                     | 43,8                     | 40,0                                  | 83,3                               | 1,9                         | 0,7                        | 0,3                           | 0,1                           | 5,9                      | 7               | 0                         | 16,3                     | 50,0                     | 41,4                                  | 100,0                              | 2,1                         | 0,6                        | 0,0                           | 0,1                           | 8,3                      |
| 2020/21 | Юта         | 72               | 10                        | 16,0                     | 43,7                     | 42,5                                  | 95,7                               | 2,4                         | 0,8                        | 0,3                           | 0,1                           | 6,9                      | 11              | 0                         | 11,7                     | 28,2                     | 30,0                                  | 100,0                              | 1,7                         | 0,7                        | 0,0                           | 0,1                           | 3,2                      |
| 2021/22 | Филадельфия | 76               | 7                         | 22,8                     | 43,7                     | 40,3                                  | 88,1                               | 2,7                         | 1,3                        | 0,4                           | 0,2                           | 9,2                      | 12              | 0                         | 16,5                     | 41,7                     | 37,2                                  | 100,0                              | 1,5                         | 0,9                        | 0,3                           | 0,0                           | 4,8                      |
| 2022/23 | Филадельфия | 78               | 1                         | 19,4                     | 44,2                     | 40,1                                  | 86,7                               | 2,4                         | 1,0                        | 0,4                           | 0,2                           | 8,2                      | 11              | 0                         | 14,3                     | 50,0                     | 46,2                                  | -                                  | 0,4                         | 0,2                        | 0,0                           | 0,2                           | 4,4                      |
| 2023/24 | Кливленд    | 82               | 10                        | 22,3                     | 44,9                     | 37,6                                  | 85,0                               | 3,4                         | 1,2                        | 0,4                           | 0,2                           | 9,4                      | 10              | 0                         | 12,1                     | 22,0                     | 13,0                                  | 87,5                               | 1,2                         | 0,4                        | 0,4                           | 0,2                           | 2,8                      |
|         | Всего       | 465              | 29                        | 16,8                     | 44,1                     | 39,7                                  | 86,6                               | 2,3                         | 0,9                        | 0,3                           | 0,1                           | 7,0                      | 56              | 0                         | 13,8                     | 38,7                     | 34,1                                  | 93,8                               | 1,5                         | 0,6                        | 0,1                           | 0,1                           | 4,4                      |

### Статистика в Джи-Лиге
| Сезон   | Команда              | Регулярный сезон | Регулярный сезон          | Регулярный сезон         | Регулярный сезон         | Регулярный сезон                      | Регулярный сезон                   | Регулярный сезон            | Регулярный сезон           | Регулярный сезон              | Регулярный сезон              | Регулярный сезон         | Серия плей-офф  | Серия плей-офф            | Серия плей-офф           | Серия плей-офф           | Серия плей-офф                        | Серия плей-офф                     | Серия плей-офф              | Серия плей-офф             | Серия плей-офф                | Серия плей-офф                | Серия плей-офф           |
| Сезон   | Команда              | Сыгранные матчи  | Матчи в стартовой пятёрке | Количество минут за игру | Процент попаданий с игры | Процент попадания трёхочковых бросков | Процент попадания штрафных бросков | Количество подборов за игру | Количество передач за игру | Количество перехватов за игру | Количество блок-шотов за игру | Количество очков за игру | Сыгранные матчи | Матчи в стартовой пятёрке | Количество минут за игру | Процент попаданий с игры | Процент попадания трёхочковых бросков | Процент попадания штрафных бросков | Количество подборов за игру | Количество передач за игру | Количество перехватов за игру | Количество блок-шотов за игру | Количество очков за игру |
| ------- | -------------------- | ---------------- | ------------------------- | ------------------------ | ------------------------ | ------------------------------------- | ---------------------------------- | --------------------------- | -------------------------- | ----------------------------- | ----------------------------- | ------------------------ | --------------- | ------------------------- | ------------------------ | ------------------------ | ------------------------------------- | ---------------------------------- | --------------------------- | -------------------------- | ----------------------------- | ----------------------------- | ------------------------ |
| 2016/17 | Форт-Уэйн Мэд Энтс   | 6                | 6                         | 33,0                     | 44,8                     | 30,3                                  | 76,9                               | 7,2                         | 3,3                        | 1,2                           | 0,3                           | 19,0                     | 3               | 3                         | 33,6                     | 37,3                     | 7,7                                   | 87,5                               | 6,7                         | 5,0                        | 0,0                           | 0,3                           | 15,3                     |
| 2017/18 | Санта-Круз Уорриорз  | 26               | 26                        | 33,1                     | 55,0                     | 42,1                                  | 83,7                               | 6,7                         | 4,8                        | 1,0                           | 0,4                           | 18,4                     | Не участвовал   | Не участвовал             | Не участвовал            | Не участвовал            | Не участвовал                         | Не участвовал                      | Не участвовал               | Не участвовал              | Не участвовал                 | Не участвовал                 | Не участвовал            |
| 2017/18 | Солт-Лейк-Сити Старз | 15               | 15                        | 35,4                     | 60,8                     | 52,7                                  | 91,7                               | 6,8                         | 3,3                        | 0,9                           | 0,4                           | 22,0                     | Не участвовал   | Не участвовал             | Не участвовал            | Не участвовал            | Не участвовал                         | Не участвовал                      | Не участвовал               | Не участвовал              | Не участвовал                 | Не участвовал                 | Не участвовал            |
| 2018/19 | Солт-Лейк-Сити Старз | 3                | 3                         | 31,4                     | 49,1                     | 39,1                                  | 100,0                              | 5,0                         | 3,3                        | 0,0                           | 0,3                           | 21,0                     | Не участвовал   | Не участвовал             | Не участвовал            | Не участвовал            | Не участвовал                         | Не участвовал                      | Не участвовал               | Не участвовал              | Не участвовал                 | Не участвовал                 | Не участвовал            |
|         | Всего                | 50               | 50                        | 33,7                     | 54,8                     | 43,4                                  | 86,0                               | 6,7                         | 4,1                        | 1,0                           | 0,4                           | 19,7                     | 3               | 3                         | 33,6                     | 37,3                     | 7,7                                   | 87,5                               | 6,7                         | 5,0                        | 0,0                           | 0,3                           | 15,3                     |

### Статистика в NCAA
| Сезон   | Команда     | Конференция | Год обучения («FR» — 1 курс, «SO» — 2 курс, «JR» — 3 курс, «SR» — 4 курс) | Сыгранные матчи | Матчи в стартовой пятёрке | Количество минут за игру | Процент попаданий с игры | Процент попадания трёхочковых бросков | Процент попадания штрафных бросков | Количество подборов за игру | Количество передач за игру | Количество перехватов за игру | Количество блок-шотов за игру | Количество очков за игру |
| ------- | ----------- | ----------- | ------------------------------------------------------------------------- | --------------- | ------------------------- | ------------------------ | ------------------------ | ------------------------------------- | ---------------------------------- | --------------------------- | -------------------------- | ----------------------------- | ----------------------------- | ------------------------ |
| 2012/13 | Айова Стэйт | Big 12      | FR                                                                        | 35              | 23                        | 25,1                     | 51,5                     | 39,2                                  | 70,0                               | 4,6                         | 1,8                        | 0,7                           | 0,2                           | 12,1                     |
| 2013/14 | Айова Стэйт | Big 12      | SO                                                                        | 34              | 34                        | 30,1                     | 47,4                     | 32,7                                  | 72,1                               | 4,5                         | 3,6                        | 0,6                           | 0,6                           | 16,7                     |
| 2014/15 | Айова Стэйт | Big 12      | JR                                                                        | 34              | 34                        | 30,7                     | 46,1                     | 40,0                                  | 80,8                               | 5,4                         | 3,4                        | 0,5                           | 0,5                           | 15,3                     |
| 2015/16 | Айова Стэйт | Big 12      | SR                                                                        | 35              | 35                        | 33,2                     | 54,6                     | 39,2                                  | 80,7                               | 6,2                         | 3,3                        | 0,9                           | 0,6                           | 20,5                     |
| Всего   | Всего       | Всего       | Всего                                                                     | 138             | 126                       | 29,8                     | 50,0                     | 37,5                                  | 76,3                               | 5,2                         | 3,1                        | 0,7                           | 0,5                           | 16,1                     |